# Ounifa
L'Ounifa (arabe : ونيفة) est une confédération tribale arabo-berbère tunisienne établie dans la région du Kef. 
Il s'agit de l'une des confédérations les plus importantes de Tunisie, puisqu'elle regroupe une demi-douzaine de tribus.

## Démographie
La confédération ne compte pas plus de 35 000 personnes vers 1860 d'après les estimations de Jean Ganiage.